# Parallelia serratilinea
Parallelia serratilinea là một loài bướm đêm trong họ Erebidae.